# APIS
APIS era uma fabricante de automóveis em Palermo, em Itália, fundada em 1903 por Eugenio Oliveri, ativa no início dos anos 1900.
As razões para o fechamento não são claras.